# Xavier Moon

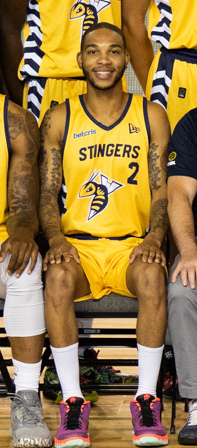
Xavier Moon, 2020.

Xavier Moon, född 2 januari 1995 i Goodwater i Alabama, är en amerikansk professionell basketspelare (SG) som spelar för Los Angeles Clippers i National Basketball Association (NBA).
Han har även spelat som proffs i Frankrike, Israel, Kanada och lägre proffsligor i USA.
Moon blev aldrig NBA-draftad.
Innan han blev proffs studerade Moon först på Northwest Florida State College och spelade för deras idrottsförening Northwest Florida Raiders. Han blev senare överförd till Morehead State University för spel i Morehead State Eagles.
Moon är släkt med Jamario Moon.